# Elizabeth Nyamayaro
Elizabeth Nyamayaro (Zimbàbue, 15 d'agost de 1975) és una politòloga zimbabuesa. Va ser assessora principal de la Secretaria General Adjunta de les Nacions Unides i directora executiva d'ONU Dones. Va ser la directora de HeForShe, un moviment de solidaritat mundial fundat per ONU Dones per a involucrar als homes en la defensa de la igualtat de gènere.

## Biografia
Nyamayaro va créixer en una zona rural de Zimbabue assolada pel VIH i la fam. No va poder assistir a escola, i va haver de dedicar-se a fer les tasques de la llar i buscar menjar on podia. En els anys 80, després que una sequera va colpejar durament al seu poble famolenc, Nyamayaro va conèixer la tasca que feia l'UNICEF. Va ser la primera vegada que la seva comunitat sofria una fam i van sobreviure gràcies a l'ajuda humanitària de l'ONU, que els proporcionaven aliments de tant en tant. Aquelles dones vestides de blau, com ella les cridava, eren cooperants de l'ONU i quan Nyamayaro va prendre consciència del seu treball va ser determinant en la seva vida. Aquella experiència va marcar el seu objectiu, que seria treballar per a les Nacions Unides i ajudar a altres persones com l'havien ajudat a ella. Poc després, la seva família va haver de separar-se. Ella es va quedar amb la seva àvia mentre els seus pares, un germà i dues germanes van emigrar a Harare, la capital del Zimbabue, a la recerca de treball i oportunitats. Quan tenia 10 anys, la seva tia va tenir prou diners per a portar-la a la capital, Harare, i assistir a una escola britànica privada; va ser la primera vegada que anava a escola. En aquesta època va experimentar la desigualtat per primera vegada en la seva vida, perquè no encaixava a l'escola i al mateix temps es va sentir superior al seu poble ja que ara tenia més educació.
Posteriorment va deixar Zimbabue quan tenia 21 anys per a assistir a una petita universitat en Notting Hill Gate, a Londres. Després va ser a Ginebra on va començar a treballar a l'oficina per a l'ONU i posteriorment es va traslladar a Nova York.
Nyamayaro es va llicenciar en Ciències Polítiques a la London School of Economics and Political Science. Va assistir a l'Escola de Negocis d'Harvard el 2016.

## Trajectòria
Abans de treballar per a ONU Dones, Nyamayaro va treballar per a Merck, una de les companyies farmacèutiques més grans del món. Com a part del lideratge sènior de l'oficina d'estratègia corporativa de Merck, va treballar per a continuar amb la visió empresarial d'ampliar l'accés a la medicina als països en desenvolupament. També es va centrar i va llançar iniciatives clau per a les dones, com "Merck for Mothers", un compromís de 500 milions de dòlars per a reduir la mortalitat materna, "Saving Mothers, Giving Life", una iniciativa amb el govern dels Estats Units i la llavors secretària d'Estat Hillary Clinton, centrada en salut i, finalment, "Pink Ribbon Xarxa Ribbon Alliance", que es va associar amb l'Institut George W. Bush, ONUSIDA, Susan G. Komen i PEPFAR per a ajudar en la prevenció del càncer de coll uterí.
Durant 15 anys, Nyamayaro va ocupar càrrecs a ONUSIDA, l'Organització Mundial de la Salut i el Banc Mundial. Allí, va treballar per a donar suport a iniciatives de salut pública. Tant en el sector públic com en el privat, va treballar a l'avantguarda del desenvolupament d'Àfrica durant més d'una dècada.
L'any 2015, en el Fòrum Econòmic Mundial de Davos, ONU Dones va llançar la iniciativa pilot HeForShe IMPACT 10X10X10 per a impulsar l'avanç de la igualtat de gènere i l'apoderament de les dones. Nyamayaro va ser l'assessora principal de la Sotssecretaria General i directora executiva d'ONU Dones i líder del Moviment HeForShe fins a 2020.
El seu objectiu principal pretén que homes i nens siguin també agents de canvi i que actuïn per a aconseguir la igualtat de gènere en la seva pròpia vida. Es tracta de compartir la responsabilitat i el problema de tal manera que a través de HeForShe facin una anàlisi i reconeguin la seva situació de privilegis per a utilitzar-los pel bé de la humanitat.
L'actriu i activista Emma Watson va ser convidada per Nyamayaro com a ambaixadora de bona voluntat i com a portaveu i imatge del Moviment HeForShe.
Un altre dels principals objectius d'ONU Dones, és assegurar l'existència de lleis en matèria d'igualtat de gènera, i que aquestes es compleixin. Amb el programa HeForShe, es van dur a terme nombrosos tallers, especialment en la zona d'Orient Mitjà, treballant amb homes i nens per a sensibilitzar-los davant la magnitud del problema i com poden formar part de la solució per a posar-li fi. Són al voltant de 10 equips d'UNICEF treballant, implicant estudiants perquè participin proposant idees i solucions per a acabar amb la violència als campus universitaris, on el problema és enorme.

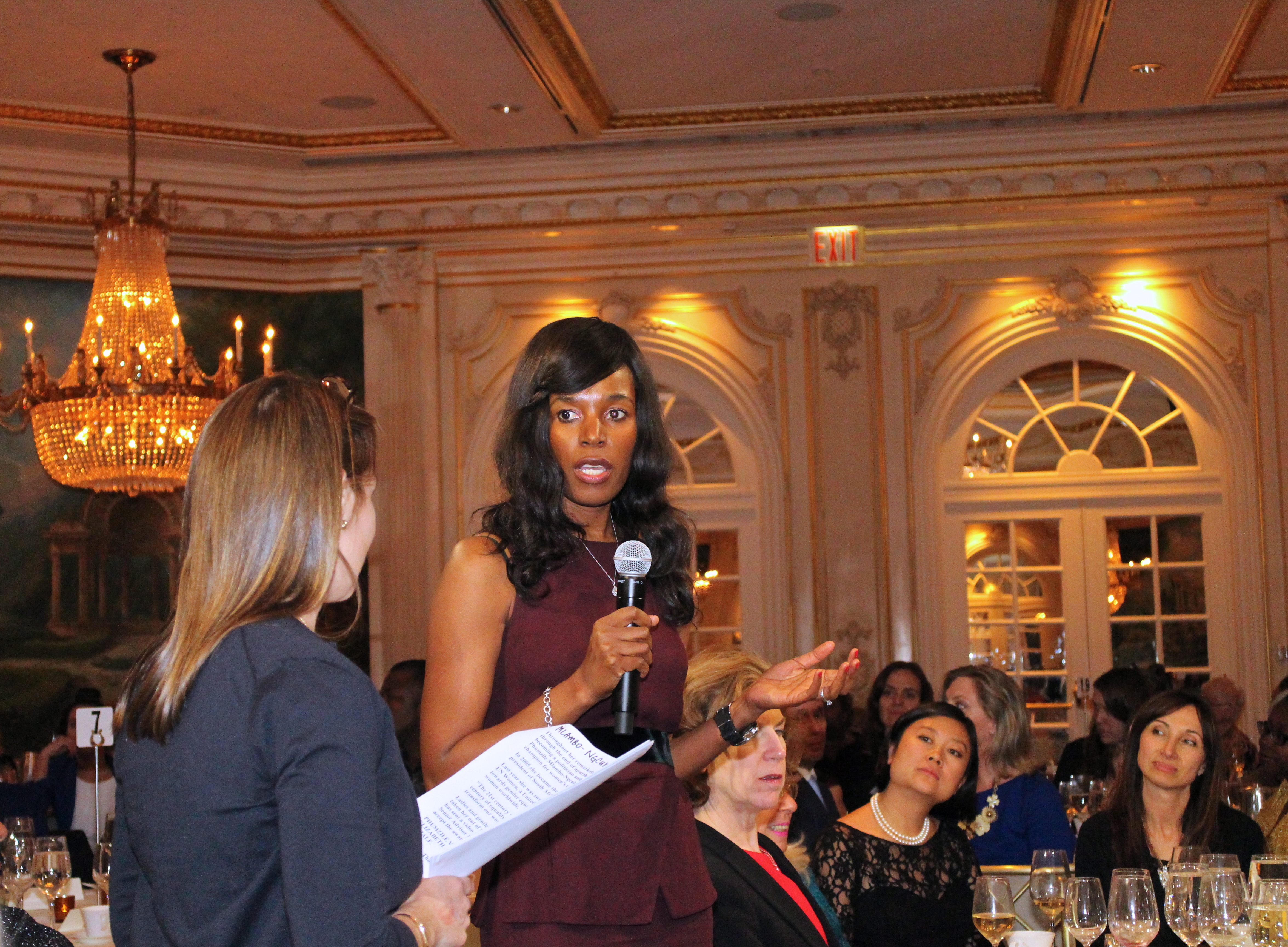
Elizabeth Nyamayaro l'any 2013

Al maig de 2015, Nyamayaro va filmar una xerrada TED per a TEDWomen titulada "Una invitació als homes que volen un món millor per a les dones". Aquell mateix any va ser nominada al premi Nova Dona Africana en la Societat Civil. Al març de 2016, el seu TED Talk va arribar a 1.240.141 de visites.
Precisament l'any 2016, i enllaçant amb els actes de commemoració del Dia Internacional de la Dona, ONU Dones va llançar una nova iniciativa a Nova York: La Setmana de les Arts HeForShe. Durant la setmana del 8 al 15 de març d'aquell any es va implicar les institucions associades en favor de la igualtat de gènere i els drets de les dones utilitzant les arts com a plataforma. Posteriorment es van sumar ciutats de tot el món, convidant especialment a estudiants, per a participar en les xerrades i assistir als esdeveniments artístics organitzats per a aquesta finalitat.
Entre les múltiples actuacions com a representant d'ONU Dones, va participar en les conferències l'estiu de 2016 en el Centre d'Investigació Ames de la NASA. Nyamayaro va parlar sobre com es pot crear un moviment social i de quina manera l'activisme polític pot ser una eina per a impulsar i aconseguir canvis socials. Per a això, va explicar l'exemple del moviment HeForShe i els factors que poden impulsar l'èxit d'un moviment, a més de situar en el centre del debat la igualtat de gènere.
L'any 2018 va fundar l'organització no governamental IQ Àfrica, amb l'objectiu de contribuir al desenvolupament, creixement i estabilitat econòmica d'Àfrica.
Després de més de dues dècades dedicada a la creació de canvis en comunitats de tot el món, l'any 2021 Elizabeth Nyamayaro va publicar el seu primer llibre, titulat I am a girl from Africa. Es tracta d'un llibre de memòries, que narra la seva història i destaca la importància del concepte africà de "ubuntu" en la seva vida, que consisteix en la creença que el bé comú és també el bé propi. La crítica va destacar que Nyamayaro explica la seva experiència i que és al mateix temps la història de milions de nenes de tot el món i un veritable testimoniatge del que és possible quan les nenes tenen el mateix dret a una educació de qualitat. També va ser considerada una història inspiradora per a noies i nois de qualsevol part del món.